# ローラン・ド・ラ・イール
ローラン・ド・ラ・イール（Laurent de La Hyre、1606年2月27日 - 1656年12月28日）はフランスの17世紀の画家である。

## 略歴
パリで生まれた。ナンシー出身の画家、ラルマン(Georges Lallemant)の弟子になった。イタリアの画家で、盛期ルネサンスとバロックの合間の「マニエリスム」の画家、フランチェスコ・プリマティッチオがフォンテーヌブロー宮殿に描いた作品を研究し、影響を受けた。当時のフランスの多くの画家がローマに修行に出たが、ド・ラ・イールはイタリアを訪れることはなかった。
1627年にイタリアからシモン・ヴーエが帰国し、当時のイタリアの絵画の新しいスタイルの絵画がフランスで流行することになった時代の画家で、「マニエリスム」のスタイルや、同時代のニコラ・プッサンと同じような古典主義的なスタイルで、神話に題材をとった絵画や宗教的な題材の絵画を描き。1630年代から1640年代に人気のある画家となった。
1848年に王立絵画彫刻アカデミーの創立時のメンバーとなった。
息子のフィリップ・ド・ラ・イールは数学者、天文学者として知られている。

## 作品

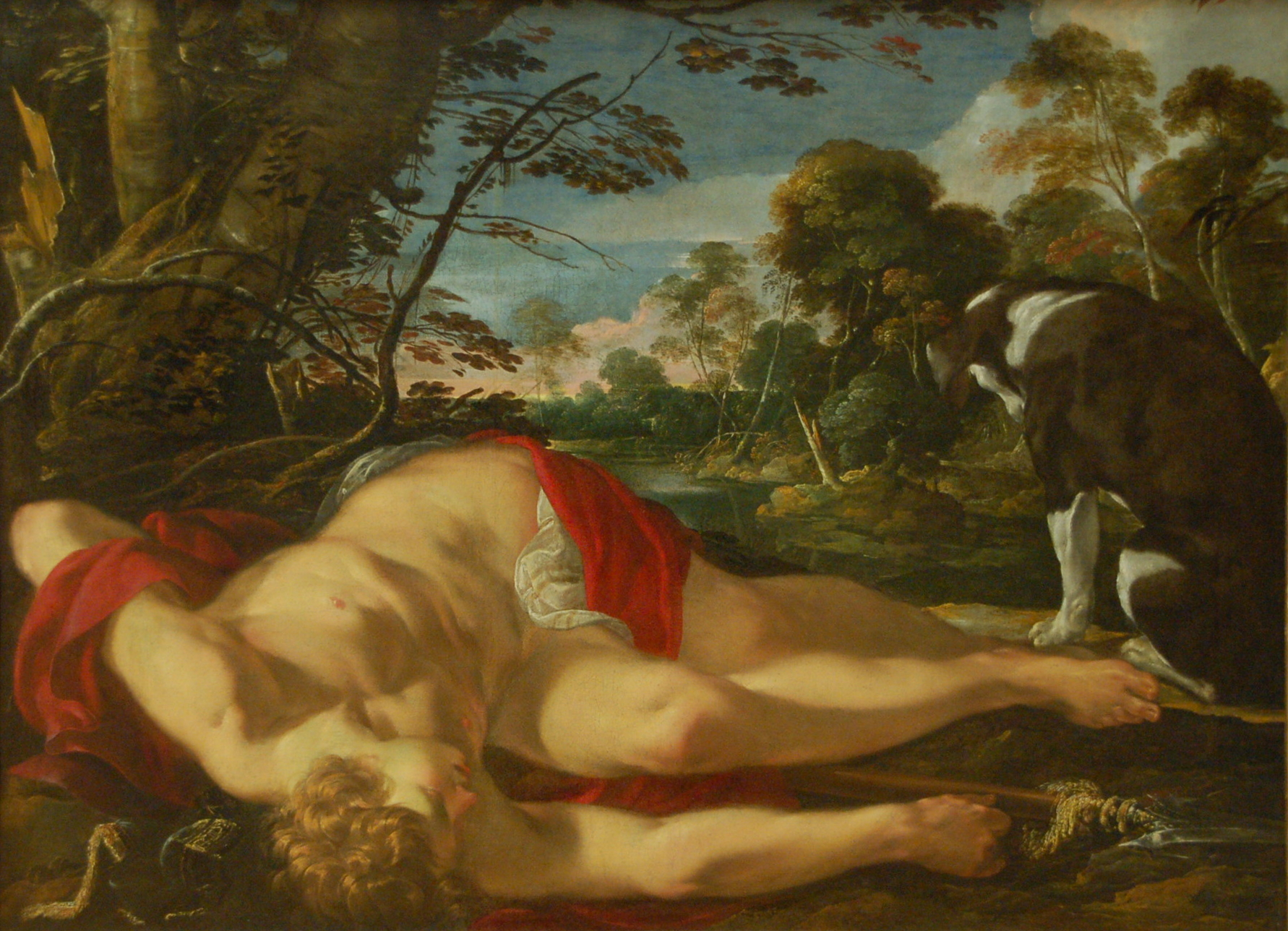
『アドニスの死』(1628-1630年)
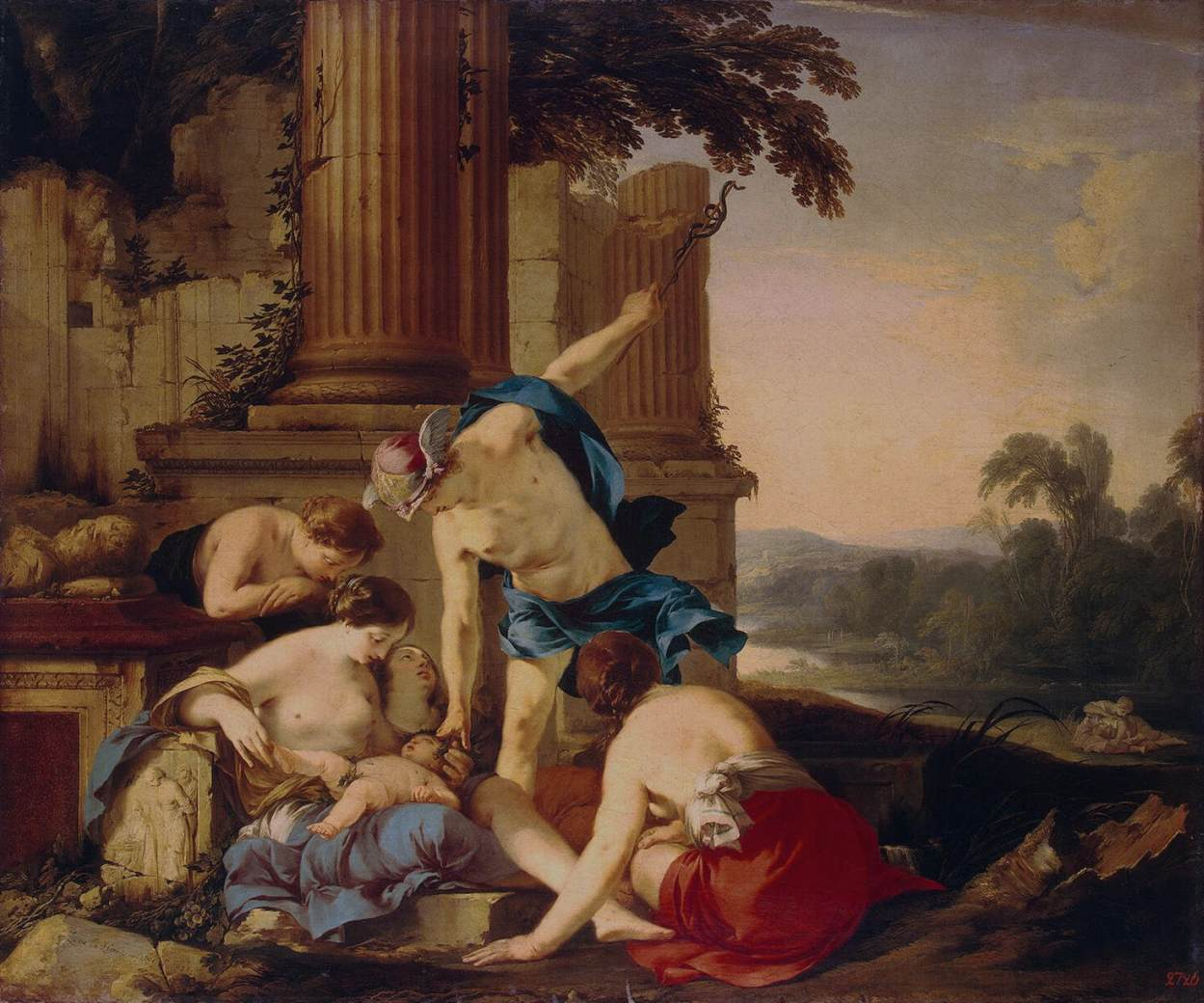
『幼児バッカスをニンフに預けるメルクリウス』(1638年)
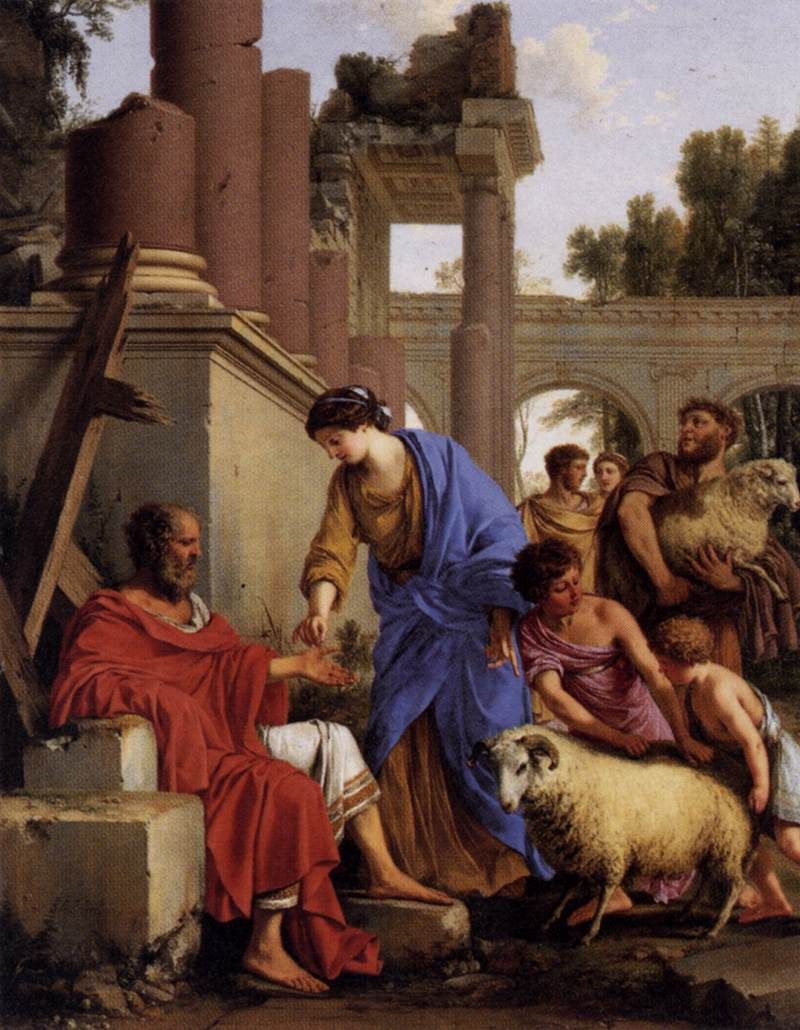
ヨブの施し(Job Restored to Prosperity:1648)
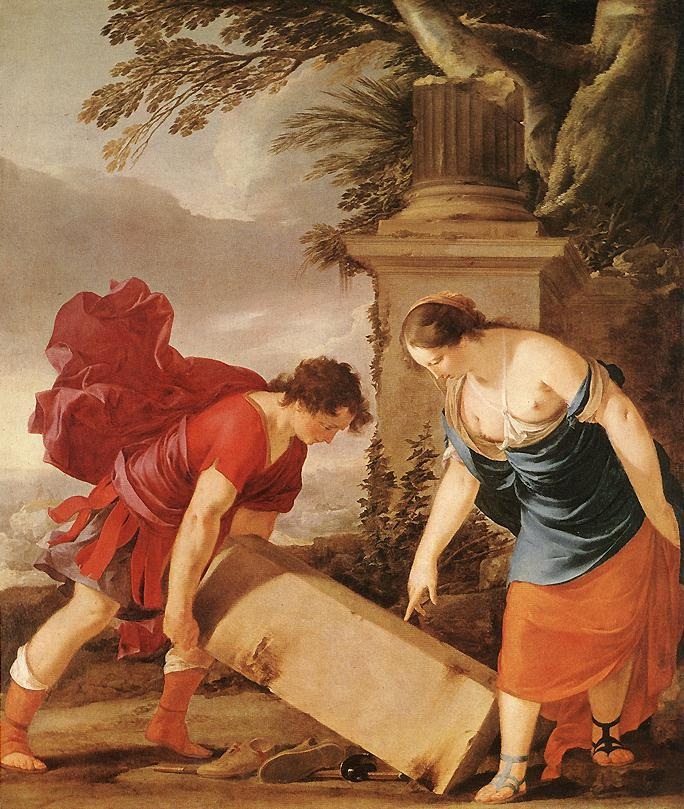
Theseus and Aethra
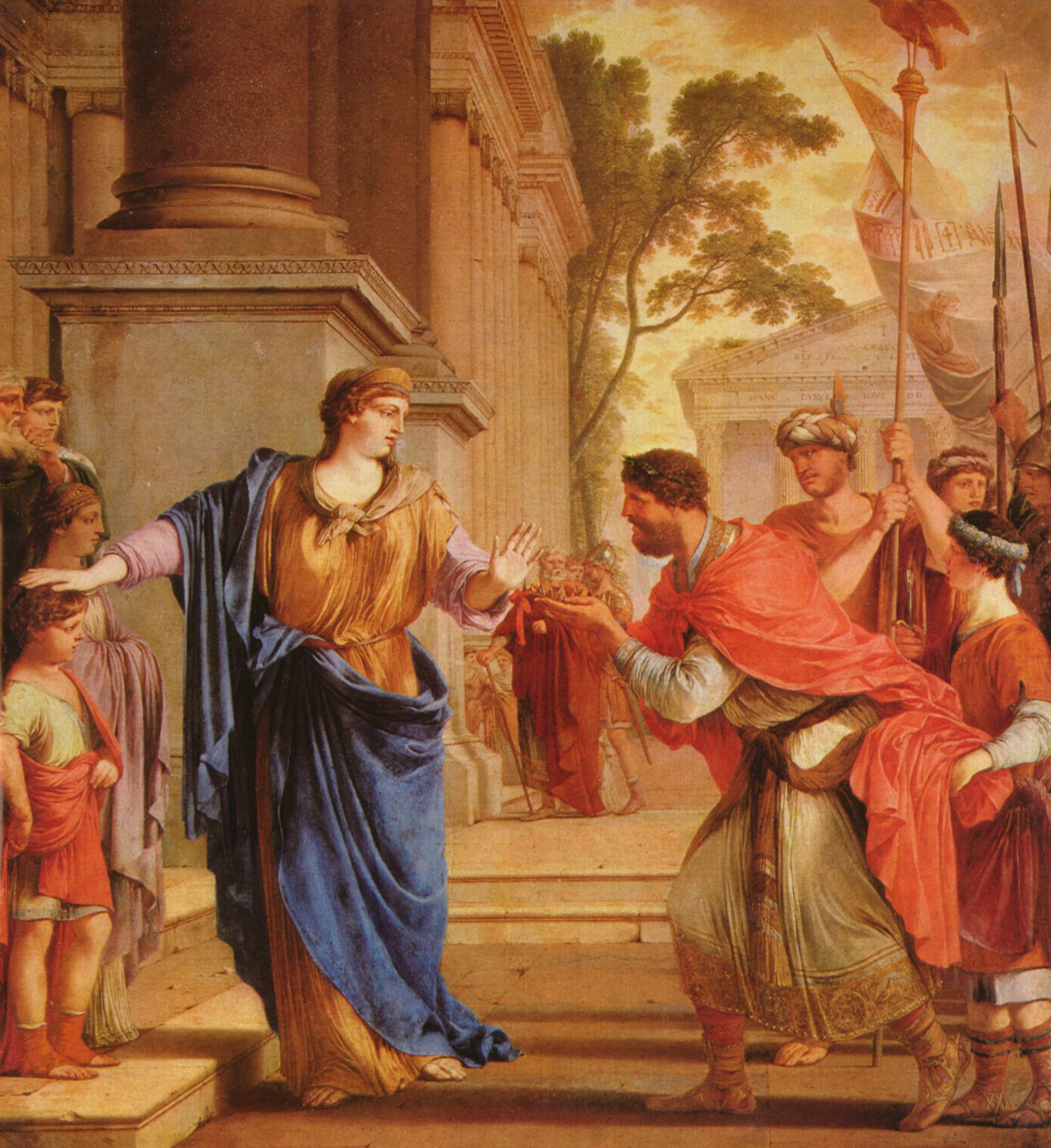
コルネリア・アフリカナ (1646年)
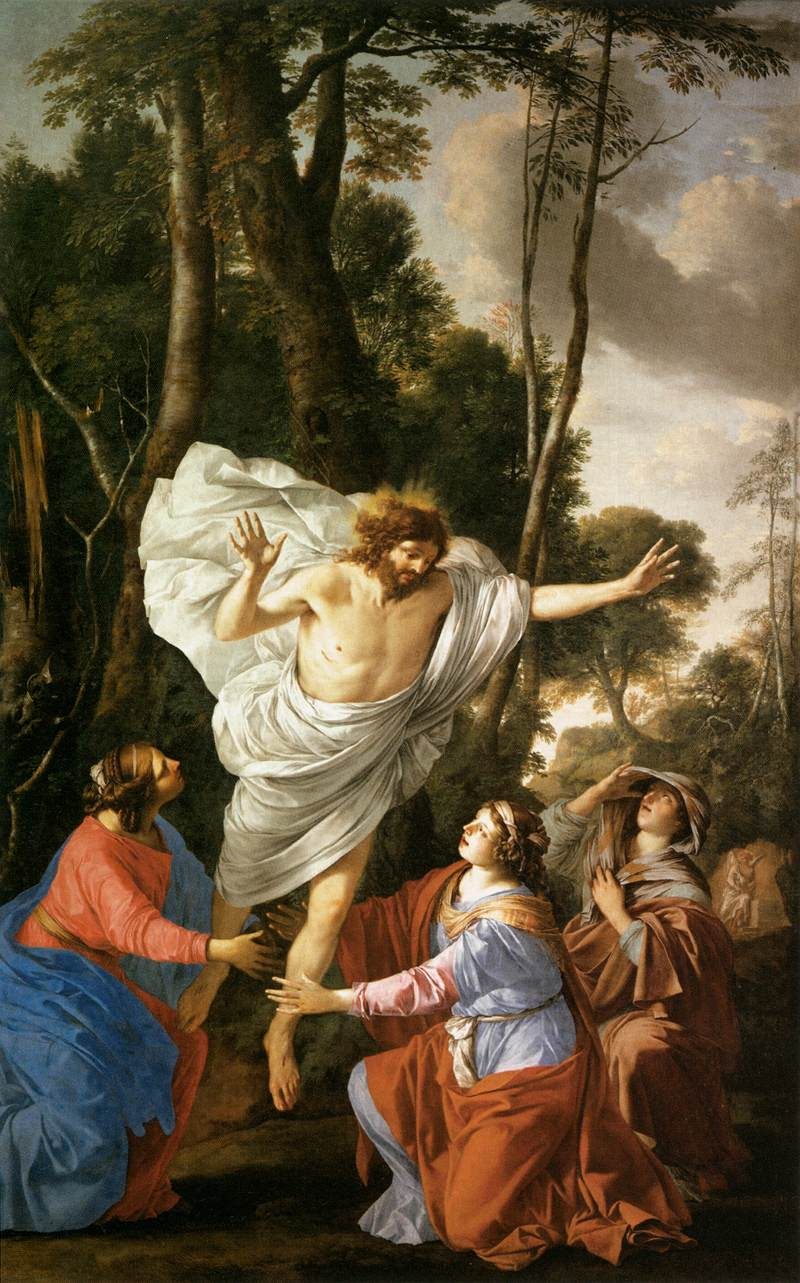
『3人のマリアの前に現われるキリスト』
『イサクを生贄に捧げるアブラハム』(1650年)
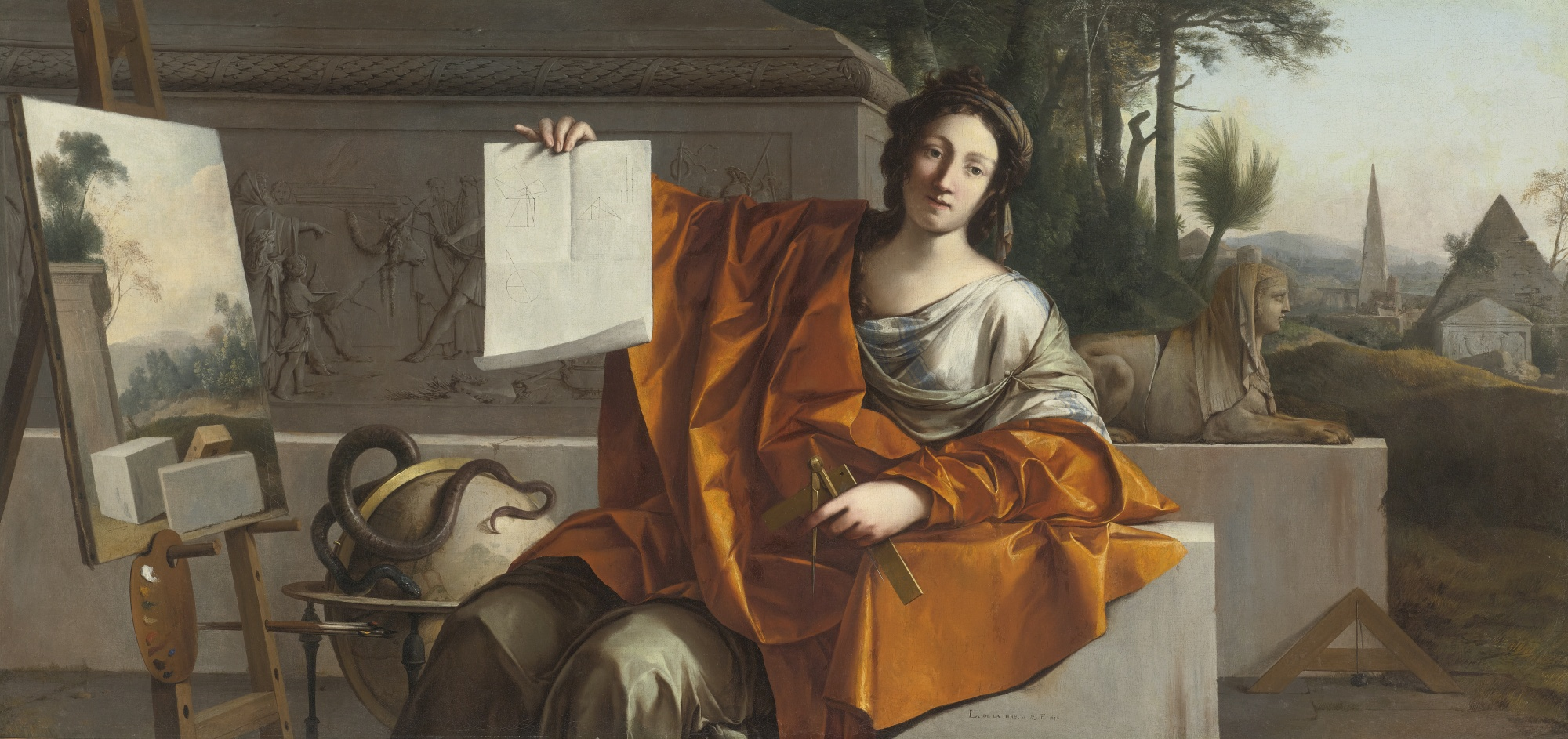
『幾何学の寓意』 (1649年)
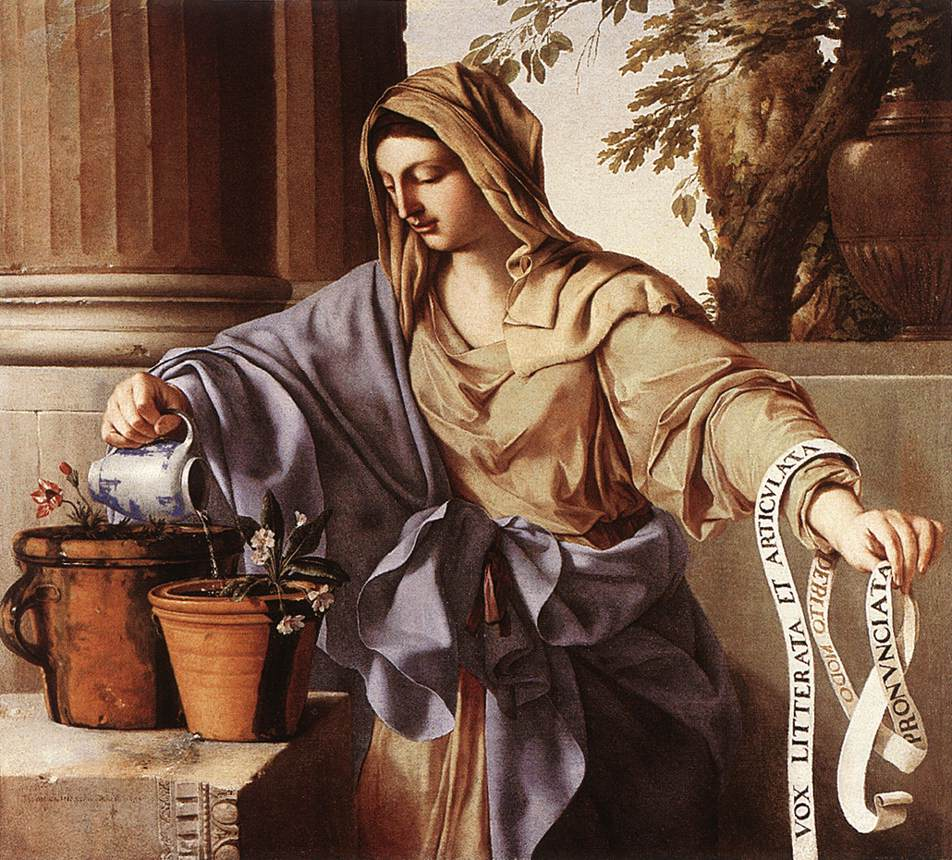
『文法の寓意』 (1650年)
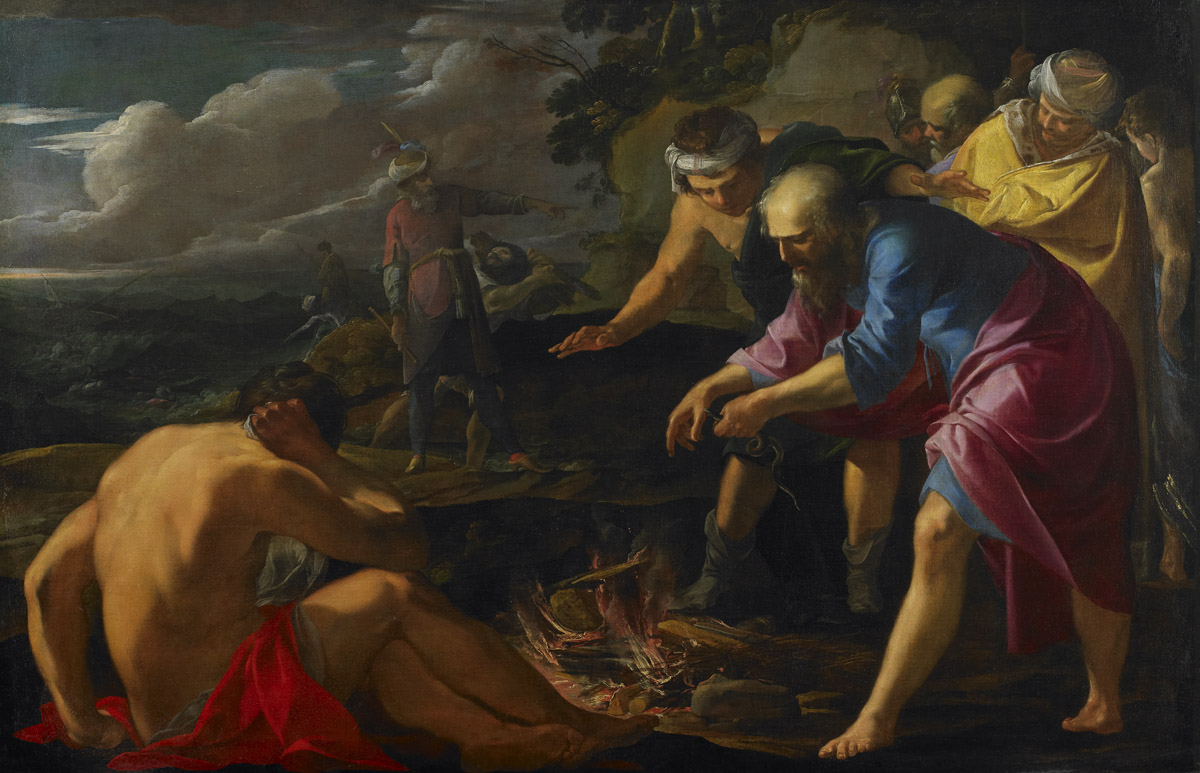
『マルタで難破した聖パウロ』